# Гудзоватый, Пётр
Пётр Гудзоватый (укр. Петро Ґудзоватий) (1912—1946) — сотник УПА, рыцарь креста Боевой Заслуги 1-го класса в серебре.

## Биография
Окончил школу дьяков во Львове и работал дьяком в сёлах Верчаны и Подгорцы на Стрыйщине, а в 1935−1937 в Долине. Именно в это время становится членом ОУН. В 1938 подсудимый на процессе в Стрые вместе с ведущим активом ОУН Долинщины. Осуждён на 1 год заключения, содержался под стражей в Стрыйской тюрьме. С того же года проживает в родном селе.
Воин легиона «Нахтигаль» в 1941 году, а затем служил в 201-м батальоне шуцманшафта. В марте 1943 военный инструктор УПА на Волыни. Участник местных боёв в апреле, а в мае под командованием Фёдора Воробца «Верещаки» отправляется с отделом повстанцев в первый рейд по Житомирской и Киевской областям, который продолжался до сентября. В 1944 шеф штаба ВО-4[неизвестный термин] «Тютюнник»[uk] УПА-Север, а в 1944−1946 — соединения групп «44»[uk]. Женился на подпольщице, связной ОУН родом из Житомирщины — Анне Дзьобас.
Подчинённые ему подразделения в 1944−1945 годах имели 30 боёв с внутренними войсками НКВД, провели 16 диверсий и 7 засад. К концу осени 1945 соединение групп «44» прекратило своё существование как боевая единица, но он оставался в должности военного референта краевого провода «Одесса». 15 января 1946 был ранен в ногу во время схватки со спецгруппой НКВД на территории Луцкого района Волынской области, а его начальник также ранен и захвачен в плен. Погиб через две недели в том же районе, когда оперативная группа УНКВД Волынской области во главе с агентом «Твёрдым» и при участии агента «Романа» под прикрытием подразделения 277-го стрелкового полка из состава 175-й стрелковой дивизии провела в селе Ботин специальную операцию с целью выявления места укрытия Петра Гудзоватого «Васыля». Был блокирован один из хуторов, состоящий из семи домов, где во время тщательного осмотра в одном из домов был обнаружен хорошо замаскированный бункер, где скрывались украинские националисты. Попытка их захватить живьём не удалась[что?].

### Звания
- сотник (1943).

### Награды
- серебряный крест Боевой Заслуги 1-й степени (1946).